# ASz-62IR
ASz-62IR – radziecki silnik gwiazdowy, 9-cylindrowy, reduktorowy, gaźnikowy, chłodzony powietrzem, z jednobiegową sprężarką promieniową, z podwójnym układem zapłonu i rozrusznikiem bezwładnościowym.
Silnik ASz-62IR powstał na bazie silnika Wright R-1820.

## Polska
Silniki rodziny ASz-62IR były szeroko wykorzystywane w samolotach produkowanych na terenie Polski (m.in. An-2, PZL M18 Dromader, PZL-106 Kruk) i przyczyniły się do rozwoju rodzimego lotnictwa, a w szczególności agrolotnictwa.
W Polsce silnik ASz-62IR produkowany był początkowo na licencji przez WSK Rzeszów, a od 1961 do chwili obecnej (2017) przez WSK „PZL-Kalisz” w Kaliszu.
W 2013 roku kaliska wytwórnia zaprezentowała zmodernizowaną wersję silnika ASz-62IR-16E z elektronicznym układem wtrysku paliwa, produkowaną od 2015. Ta wersja jest pierwszym w Polsce certyfikowanym przez Agencję Unii Europejskiej ds. Bezpieczeństwa Lotniczego (EASA) silnikiem, który wyposażono we wtryskową instalację paliwową. Unowocześniony silnik dysponuje większą mocą, posiada także większy resurs i mniejsze zużycie paliwa. Silnik ten pozwala na wykorzystywanie benzyny lotniczej, samochodowej i paliw alternatywnych.

## Zastosowanie

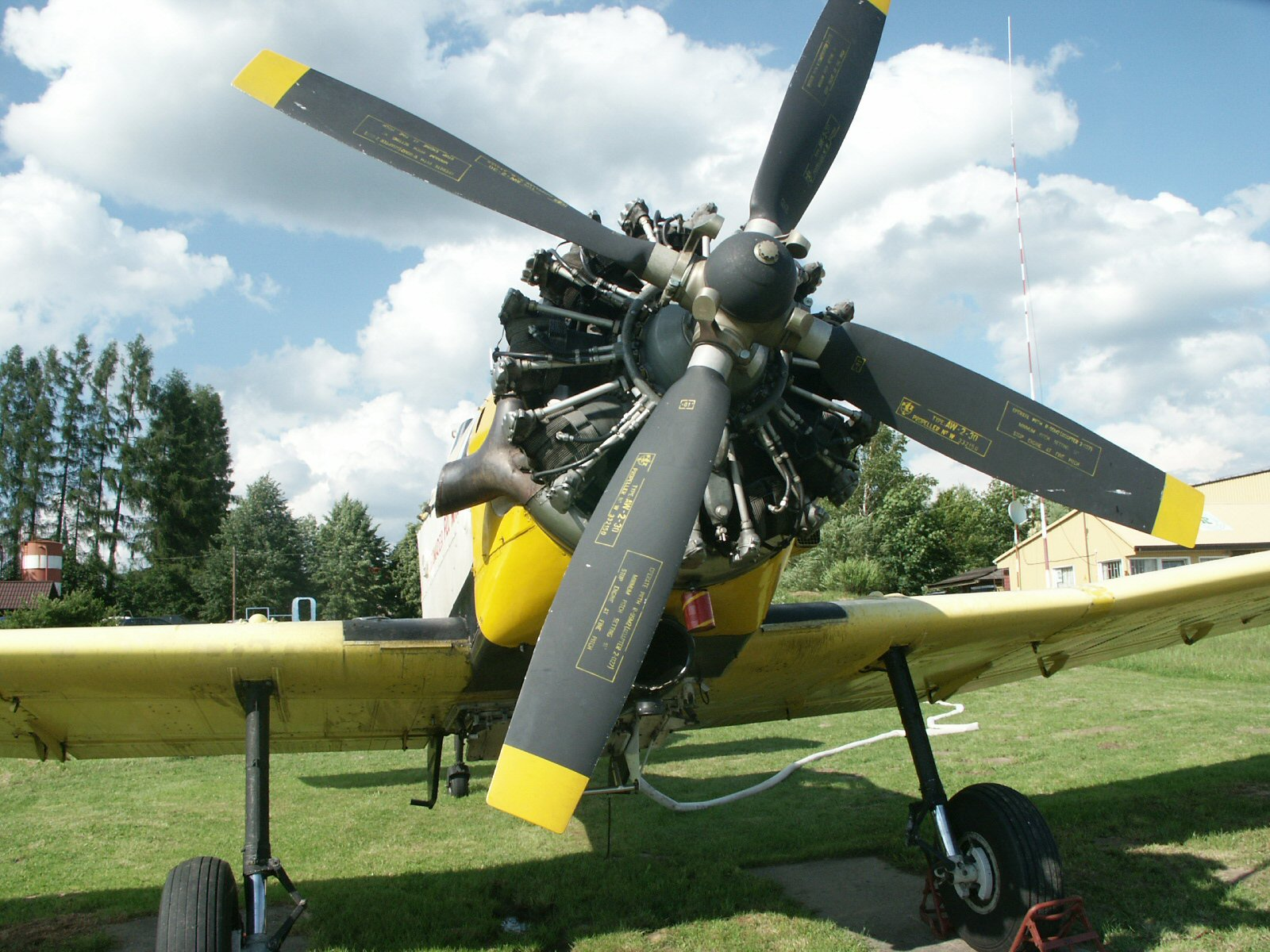
Silnik ASz-62 w samolocie PZL M18 Dromader

- Li-2
- An-2
- de Havilland Canada DHC-3
- I-153
- I-16
- PZL-106 Kruk
- PZL M18 Dromader
- PZL M24 Dromader Super (K-9AA)
- R-10
- Su-2
- Su-12

## Podstawowe dane silnika
- Średnica silnika: 1380 mm
- Długość: 1130 mm
- Masa suchego silnika: 567 kg (±2%)
- Średnica cylindra: 155,5 mm
- Skok tłoka: 175 mm
- Pojemność silnika: 29,911 dm³ (1825 cali³ według amerykańskiej nomenklatury)
- Stopień sprężania: 6,4±0,1
- Moc max przy 2200 obr./min i Pk 1050: 1000 KM
- Moc nominalna (2100 obr./min i Pk 900): 820 KM
- Moc nominalna na h=1500 m: 840 KM
- Moc (2030 obr./min i Pk=830): 738 KM
- Moc (1930 obr./min i Pk=745): 615 KM
- Moc (1770 obr./min i Pk=665): 492 KM
- Zużycie paliwa: ok. 200 l/h
- Obciążenie mocy: 0,57 kg / KM
- obciążenie objętości: 33,43 KM / dm³

Pk – ciśnienie ładowania w hektopaskalach.